# Acayucan
Acayucan – miasto w Meksyku, w stanie Veracruz. W 2009 liczyło 46 538 mieszkańców (dane szacunkowe).

## Miasta partnerskie
- Xalapa-Enríquez, Meksyk